# Els Vilars d'Engordany
Los Vilás (en catalán y oficialmente, Els Vilars d'Engordany) es un pequeño núcleo de la parroquia de Las Escaldas-Engordany (Andorra). Se encuentra al norte de Engordany, trepando por las laderas del pico de Padern.
Se puede encontrar la iglesia prerrománica de San Román de Los Vilás del siglo X, siendo una de las iglesias más antiguas de Andorra.
Al noroeste del núcleo está el antiguo camino de La Massana.